# Orlhac de Ledós
Orléat és un municipi francès situat al departament del Puèi Domat i a la regió d'Alvèrnia-Roine-Alps. L'any 2007 tenia 1.872 habitants.

## Demografia

### Població
El 2007 la població de fet d'Orléat era de 1.872 persones. Hi havia 741 famílies de les quals 149 eren unipersonals (78 homes vivint sols i 71 dones vivint soles), 264 parelles sense fills, 287 parelles amb fills i 41 famílies monoparentals amb fills.
La població ha evolucionat segons el següent gràfic:
Habitants censats

### Habitatges
El 2007 hi havia 831 habitatges, 750 eren l'habitatge principal de la família, 35 eren segones residències i 47 estaven desocupats. 815 eren cases i 16 eren apartaments. Dels 750 habitatges principals, 671 estaven ocupats pels seus propietaris, 54 estaven llogats i ocupats pels llogaters i 24 estaven cedits a títol gratuït; 2 tenien una cambra, 18 en tenien dues, 63 en tenien tres, 201 en tenien quatre i 466 en tenien cinc o més. 566 habitatges disposaven pel capbaix d'una plaça de pàrquing. A 240 habitatges hi havia un automòbil i a 479 n'hi havia dos o més.

### Piràmide de població
La piràmide de població per edats i sexe el 2009 era:
| Homes | Edats   | Dones |
| ----- | ------- | ----- |
| 0     | 95 o +  | 0     |
| 4     | 90 a 94 | 0     |
| 0     | 85 a 89 | 12    |
| 16    | 80 a 84 | 8     |
| 36    | 75 a 79 | 64    |
| 44    | 70 a 74 | 28    |
| 32    | 65 a 69 | 32    |
| 24    | 60 a 64 | 20    |
| 84    | 55 a 59 | 60    |
| 84    | 50 a 54 | 92    |
| 80    | 45 a 49 | 68    |
| 68    | 40 a 44 | 72    |
| 52    | 35 a 39 | 56    |
| 64    | 30 a 34 | 56    |
| 40    | 25 a 29 | 40    |
| 20    | 20 a 24 | 16    |
| 76    | 15 a 19 | 28    |
| 64    | 10 a 14 | 60    |
| 36    | 5 a 9   | 44    |
| 32    | 0 a 4   | 28    |

## Economia
El 2007 la població en edat de treballar era de 1.240 persones, 931 eren actives i 309 eren inactives. De les 931 persones actives 854 estaven ocupades (455 homes i 399 dones) i 78 estaven aturades (33 homes i 45 dones). De les 309 persones inactives 139 estaven jubilades, 85 estaven estudiant i 85 estaven classificades com a «altres inactius».

### Ingressos
El 2009 a Orléat hi havia 812 unitats fiscals que integraven 2.106 persones, la mediana anual d'ingressos fiscals per persona era de 20.305 €.

### Activitats econòmiques
Dels 80 establiments que hi havia el 2007, 1 era d'una empresa extractiva, 2 d'empreses alimentàries, 9 d'empreses de fabricació d'altres productes industrials, 16 d'empreses de construcció, 16 d'empreses de comerç i reparació d'automòbils, 4 d'empreses de transport, 9 d'empreses d'hostatgeria i restauració, 2 d'empreses d'informació i comunicació, 2 d'empreses financeres, 2 d'empreses immobiliàries, 8 d'empreses de serveis, 5 d'entitats de l'administració pública i 4 d'empreses classificades com a «altres activitats de serveis».
Dels 20 establiments de servei als particulars que hi havia el 2009, 3 eren tallers de reparació d'automòbils i de material agrícola, 4 paletes, 1 guixaire pintor, 3 fusteries, 2 lampisteries, 1 perruqueria, 5 restaurants i 1 agència immobiliària.
L'únic establiment comercial que hi havia el 2009 era una fleca.
L'any 2000 a Orléat hi havia 49 explotacions agrícoles que ocupaven un total de 722 hectàrees.

## Equipaments sanitaris i escolars
L'únic equipament sanitari que hi havia el 2009 era una farmàcia.
El 2009 hi havia 2 escoles elementals.

## Poblacions més properes
El següent diagrama mostra les poblacions més properes.